# John Gjers
Carl Johan "John" Gjers, född 4 mars 1830 i Göteborg, död 6 oktober 1898 i Middlesbrough, var en svensk metallurg och uppfinnare.
John Gjers var son till majoren Carl Lorentz Gjers. Han vistades från 1851 i England och arbetade 1851–1854 som ritare vid verkstäder i London och Halifax innan han 1854 blev konstruktör vid firman Cochrane & Companys järnverk, Ormesby Iron Works i Cleveland. 1855–1861 var han chef för firmans masugnsanläggning, som han moderniserade bland annat genom att införa de av honom själv uppfunna metoderna för varmblästern och granulering av masugnsslaggen. Gjers var 1862–1870 chefsingenjör för firman Hopkins, Gilkes & Companys järnverk, Tees-side Ironworks i Middlesbrough. Han byggde 1864 masugnsanläggningen där och införde även sina patenterade uppfinningar: ett tryckluftsverks om senare kom mycket i bruk i USA, en förbättrad puddelprocess han patenterat 1862 och en ny metod för järnvägsrälstillverkning han patenterade 1868. Gejers byggde masugnarna för West Yorkshire Iron Company vid Leeds och planlade de firman Wingerworth Furnaces Company tillhöriga Clay Cross Ironworks i Derbyshire samt Frodingham Ironworks. Gjers mest berömda uppfinning, "the soakings pits" eller götvällning utan bränsle, där stålgöten tappas direkt från kokillerna till valsverket från 1881, innebar ett viktigt bidrag till valsverksteknikens utveckling och innebar ett viktigt bidrag till valsverksteknikens utveckling och skaffade Gjers ett internationellt känt namn. Han grundade 1870 firman Gjers, Mills & Company, som byggde de av honom själv tillhöriga Ayreshome Ironworks i Middlesbrough. Gjers var även verksam inom facktidskrifter för sina idéer och belönades 1894 med Iron & Steel Instutes Bessemermedalj.